# Праттельн
Праттельн (нем. Pratteln) — коммуна в Швейцарии, в кантоне Базель-Ланд.
Входит в состав округа Листаль. Население составляет 16 388 человек (на 31 декабря 2017 года). Официальный код — 2831.

## Фотогалерея

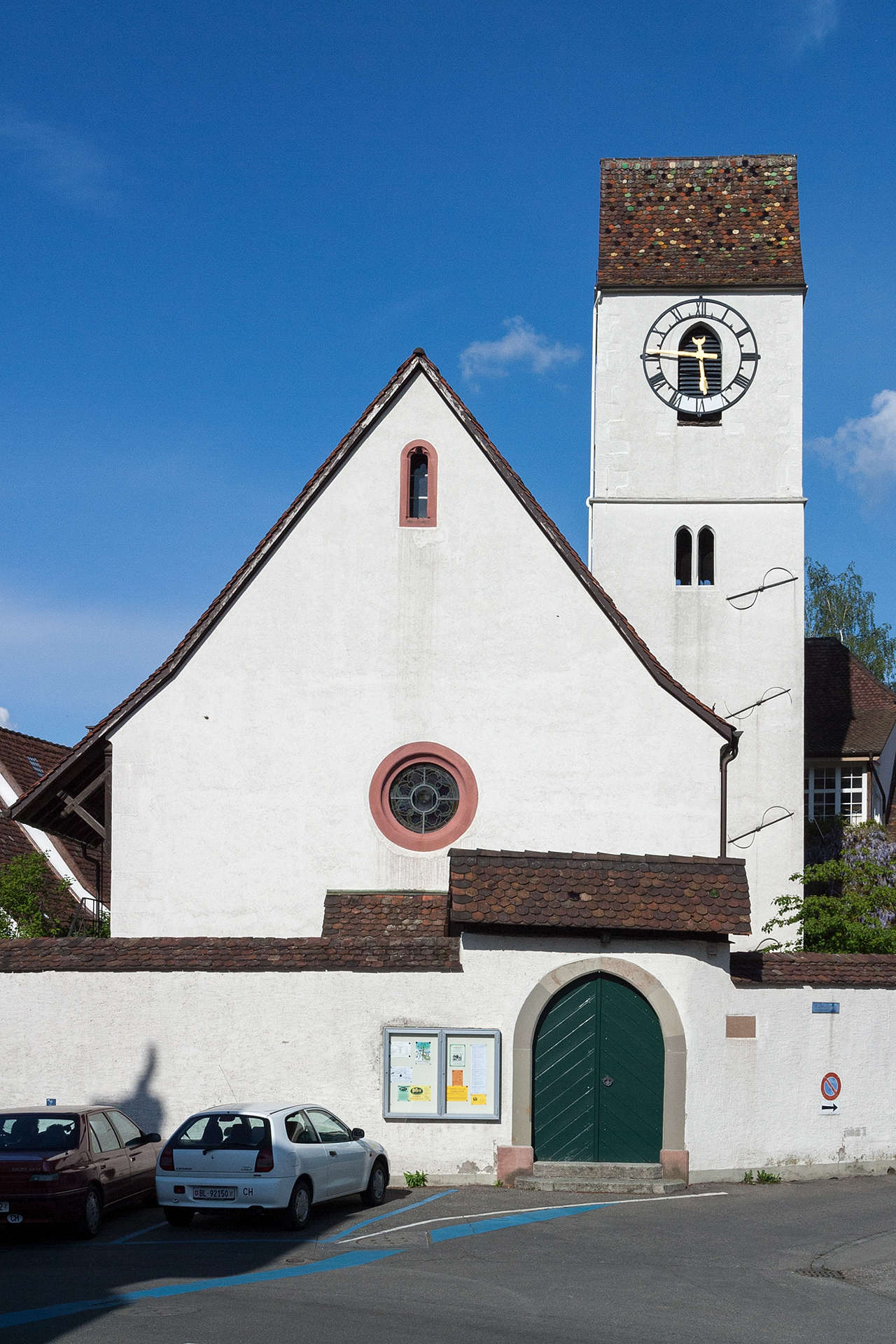
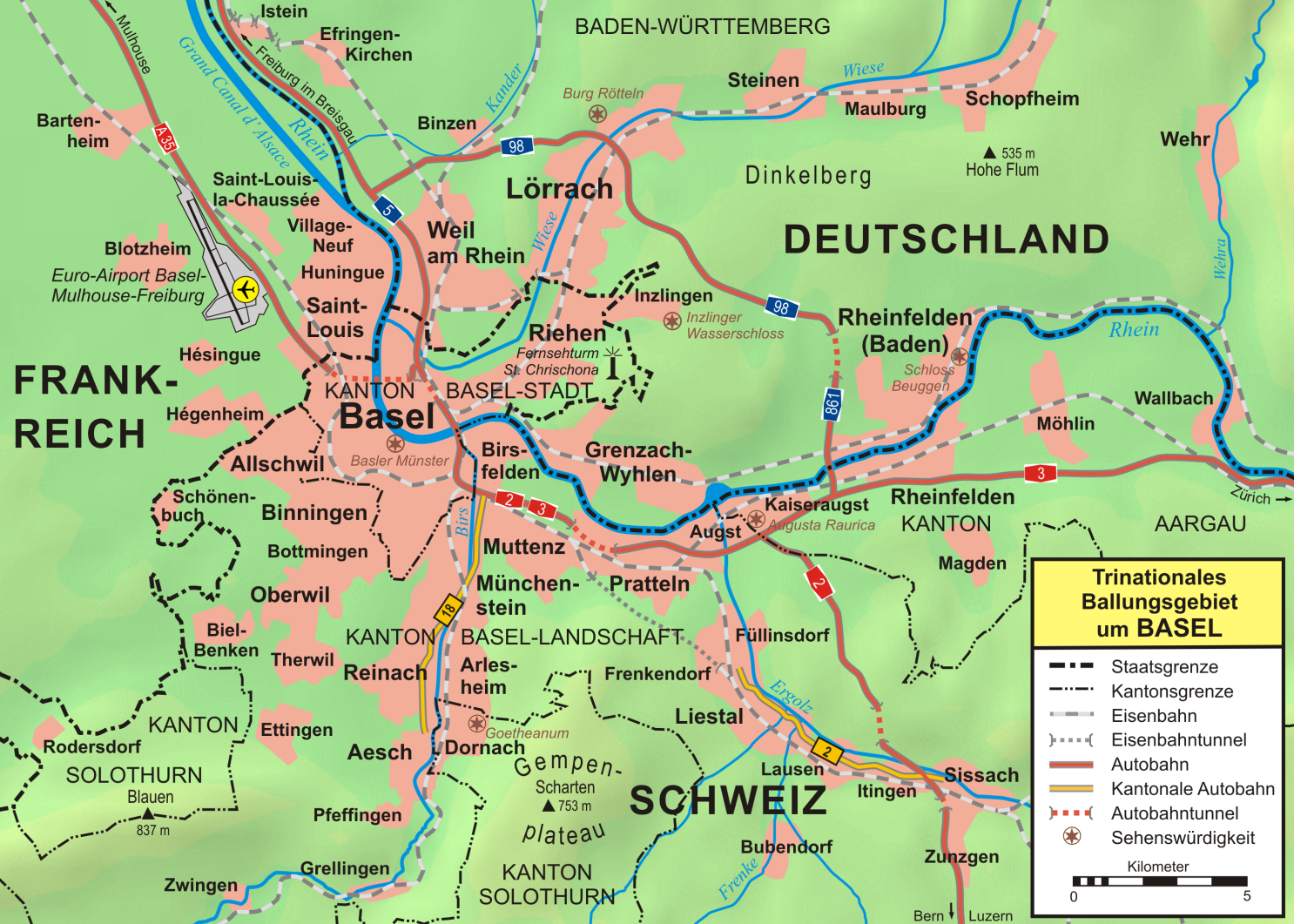
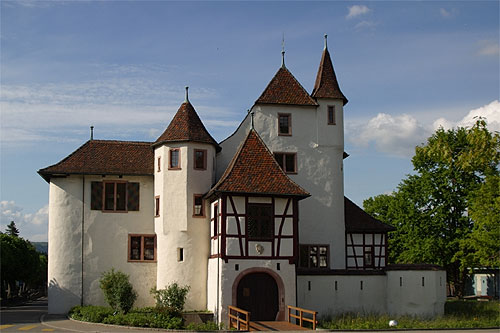
Замок
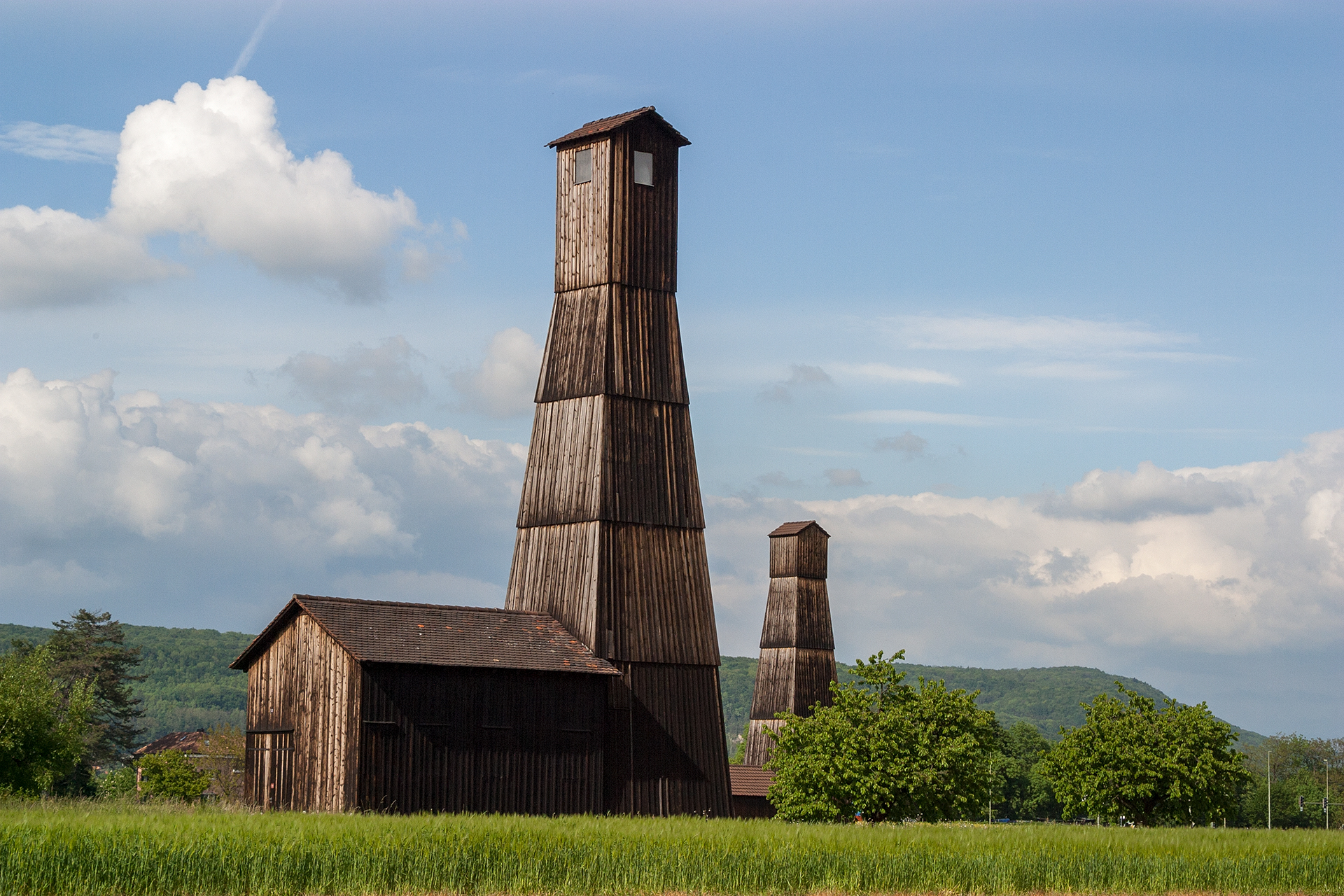